# Livadia (panfilo 1880)
Il Livadia era il panfilo reale della famiglia imperiale russa Romanov. Costruito nel 1879-1880 per sostituire il precedente yatch (Livada 1873-1878), affondato al largo delle coste della Crimea, era caratterizzato da una forma singolare a chiglia circolare secondo le concezioni del vice ammiraglio Andrey Popov.
La nave, destinata alla navigazione all'interno del Mar Nero, era stata progettata dall'architetto navale Erast Gulyaev e costruita dalla John Elder & Co. a Govan sul Clyde in Scozia. La Livadia continuò la linea di navi circolari di Popov, anche se questa volta Popov sacrificò la perfezione geometrica di uno scafo perfettamente circolare, per le capacità di navigazione. Aveva un raggio di 47 m contro una lunghezza fuori tutto di soli 79 m. Esempio estremo di campanatura, sfoggiava una sovrastruttura dalla forma convenzionale montata su un ampio scafo semi-sommerso a forma di disco ellissoidale dal fondo piatto.
Il Livadia, fu definito "un gigantesco esperimento a grandezza naturale" e, nelle intenzioni dei progettisti rappresentava il prototipo per le corazzate di nuova generazione.  La costruzione fu supervisionata da William Pearce con la consulenza di Bruno Tideman e Edward James Reed, gli interni sono stati progettati da William Leiper e William De Morgan.
La Livadia si rivelò una nave sorprendentemente manovrabile e stabile con una rispettabile velocità massima di 15,7 nodi e la sua efficienza era paragonabile alle navi convenzionali. Le prove di collaudo in acqua hanno sorpreso la maggior parte degli architetti navali, i cui risultati sono stati attribuiti al posizionamento favorevole delle eliche.
Il viaggio inaugurale della Livadia ha, tuttavia, rivelato che il suo ampio fondo piatto era altamente soggetto a danneggiarsi per l'effetto delle onde. Trascorse la sua breve carriera in porto e fu usata per gli scopi previsti solo una volta, durante una crociera dei Granduchi Costantino e Michele attraverso il Mar Nero. Alessandro III, non aveva alcun interesse ad utilizzare uno nave con seri problemi di navigazione e nell'agosto 1881 Livadia fu ormeggiata a Nikolaev e poi messa in disarmo. La nave venne spogliata dei lussuosi arredi interni, mentre i suoi motori furono rimossi e riutilizzati sugli incrociatori russi. Lo scafo oramai arrugginito fu usato durante la prima guerra mondiale. La nave fu finalmente dismessa nel 1926.